# Лихачёв, Владимир Иванович
 Владимир Иванович Лихачёв  (1837—1906) — русский юрист и общественный деятель. Действительный тайный советник (1898). Сенатор.

## Биография
Из потомственных дворян. Родился в 1837 году. По окончании курса в Императорском училище правоведения, 16 мая 1856 года вступил на службу в 3-й департамент Правительствующего сената.
В 1865 году избран от сословия потомственных дворян Санкт-Петербурга в гласные городской думы. В том же году назначен обер-секретарем 2-го департамента Правительствующего сената. В 1866 году избран почётным мировым судьей по Санкт-Петербургу и назначен членом Санкт-Петербургского окружного суда. В 1869—1870 годах состоял членом комиссии по делам столичного управления и по составлению нового городового положения.
В 1869 году назначен товарищем председателя Санкт-Петербургского окружного суда. В 1870 году Лихачёву объявлена высочайшая благодарность за труды по рассмотрению проектов о городском общественном управлении и хозяйстве. В 1874 году избран городской думой членом центральной комиссии для производства, согласно высочайшему повелению, общей переоценки недвижимых имуществ в Санкт-Петербурге. В 1875 году Лихачёву объявлена высочайшая благодарность за полезную деятельность в комиссии.
В 1876 году исправлял должность председателя Санкт-Петербургского окружного суда. В 1879 году избран Санкт-Петербургской думой в председатели городской комиссии общественного здравия. В 1880 году избран представителем городского общества в Верховную распорядительную комиссию под председательством графа Лорис-Меликова. В том же году назначен членом Санкт-Петербургской судебной палаты и избран председателем временной комиссии по удешевлению цен на хлеб.
В 1881 году избран членом временного учреждённого по высочайшему повелению 18 марта 1881 года совета при Санкт-Петербургском градоначальнике. За особые труды по званию председателя Санкт-Петербургской комиссии по удешевлению цен Лихачёву объявлено высочайшее благоволение. В 1881 году избран думой вторым кандидатом на должность городского главы. В том же году избран председателем столичного съезда мировых судей. Назначен членом совета учреждений княгини Елены Павловны, избран думой председателем городской комиссии общественного здравия и приглашён к присутствованию в высочайше утверждённую при Санкт-Петербургском градоначальнике санитарную комиссию.
В 1882 году назначен членом высочайше учреждённой при Санкт-Петербургском градоначальнике комиссии по фабрично-заводским делам, в качестве представителя от Министерства юстиции. В 1882 году назначен председателем особого попечительного комитета для управления повивальным институтом, состоявшим под покровительством великой княгини Екатерины Михайловны.
В 1883 году избран членом комиссии для заведования постройкой храма во имя Воскресения Христова, в память в Бозе почившего императора Александра II. В 1884 году приглашён в качестве члена в высочайше учрежденную особую комиссию для составления проектов местного управления. В 1885 году за труды по оздоровлению Санкт-Петербурга ему объявлено высочайшее благоволение. В 1885 году высочайше утвержден согласно избранию городским главою. В 1886 году высочайше утвержден в звании члена совета торговли и мануфактур. В 1888 году назначен членом высочайше учрежденного в 1884 году комитета по сооружению памятника в Бозе почивающей императрице Марии Фёдоровне. В 1891 году высочайшим повелением назначен кандидатом к временному члену в особое присутствие Правительствующего сената для суждения дел о государственных преступлениях. В 1893 году ему объявлена благодарность за усердную деятельность по приведению в порядок и устройству учреждении братства Святого Николая. В 1894 году снова избран председателем столичного съезда мировых судей и приглашён к участию на правах члена в трудах высочайше учреждённой комиссии для пересмотра законоположении по судебной части. В 1894 году назначен членом консультации при Министерстве юстиции учрежденной. В 1896 году ему всемилостивейше повелено присутствовать в гражданском кассационном департаменте Правительствующего сената.
Похоронен в Санкт-Петербурге на Тихвинском кладбище Александро-Невской лавры.

## Семья
Жена Елена Осиповна Лихачёва (1836 — 1904) — писательница и переводчица, председатель общества для содействия высшим женским курсам в Санкт-Петербурге.